# Чжаньго цэ
«Чжаньго цэ» (кит. трад. 戰國策, упр. 战国策, пиньинь Zhàn Guó Cè, палл. Чжаньгоцэ, буквально: «Стратегии сражающихся царств») — книга по истории Древнего Китая периода сражающихся царств (V—III вв. до н. э.). Содержит речи, беседы и послания, приписываемые историческим лицам, жившим в V—III вв. до н. э. Составителем и первым редактором Чжаньго цэ считается Лю Сян (I в. до н. э.). Согласно его предисловию, в этой книге им были сведены воедино тексты, выбранные из нескольких памятников исторической прозы, отражавших дела и намерения людей периода Чжаньго. Особенно ценными являются тексты, в основе которых лежат исторические предания.

## Историография
Авторство Чжаньго цэ точно не установлено. По принятому большинством исследователей предположению Чжан Синьчэна считается, что сборник не был написан одним автором в определённый отрезок времени. Он, как полагают, был составлен Су Цинем и его коллегами, после чего был отредактирован Лю Сяном (刘向). В отличие от большинства китайских источников доциньского периода, подлинность Чжаньго цэ, наряду с Ши цзи, Мо-цзы, Yulingzi и Гунсунь Лун, никогда не подвергалась сомнению начиная с периода Западная Хань. Самое раннее утверждение, что тексты являются апокрифическими, было выдвинуто, вероятно, составителем аннотированного каталога Сыку цюаньшу, но он не привел никаких аргументов в пользу этого предположения. В 1931 году Ло Гэньцзэ (罗根则) выдвинул предположение, что книга была написана Куай Туном (кит. 蒯通), как он считал, современником Хань Синя. Хотя этот вывод был поддержан Цзинь Дэцзянем (1932) и Цзу Чжугэном (1937), в 1939 году он был опровергнут Чжан Синьчэном.
Лю Сян во время редактирования и корректуры императорской литературной коллекции обнаружил шесть версий сочинений из школы дипломатии. Эти произведения политических взглядов и дипломатических стратегий "школы дипломатов были в плохом состоянии, с запутанным содержанием и пропущенными словами. Лю Сян скорректировал и отредактировал их в новой книге под названием Чжаньго цэ. Ввиду этого предполагается, что Чжаньго цэ скорее всего является сборником произведений, написанных разными авторами в разное время.
Значительная часть текстов Чжаньго цэ погибла в последующие века. Цзэн Гун, живший в эпоху Северной династии Сун, восстановил некоторые потерянные главы, скорректировал и отредактировал современную версию сборника. В 1973 году в гробнице Мавандуй династии Хань недалеко от города Чанша были найдены некоторые тексты Чжаньго цэ на шёлке, написанные в каллиграфических стилях чжуаньшу и лишу. Они были отредактированы и опубликованы в Пекине в 1976 году под названием «Книга школы дипломатов [периода] Сражающихся царств»  (кит. 戰國縱橫家書, Чжаньго цзунхэн-цзя шу ). Книга содержала 27 глав, 11 из которых по содержанию соответствуют Чжаньго цэ и Ши цзи. Эта книга была переиздана на Тайване в 1977 году под названием Boshu Zhanguoce (кит. 帛書戰國策). Текст Чжаньго цэ, как правило, избегает использования иероглифа «бан» (邦), входящего в личное имя императора Гао-цзу (личное имя Лю Бан (劉邦)), чтобы не нарушить табу на имена. Ввиду этого предполагается, что мавандуйские записи до помещения в гробницу были сделаны до смерти Лю Бана приблизительно около 195 г. до н. э.

## Содержание
Чжаньго цэ рассказывает историю «Сражающихся царств» от завоевания клана Фан кланом Чжи в 490 г. до н. э. до неудавшейся попытки Гао Цзянь-ли убить императора Цинь Шихуанди в 221 г. до н. э.
Главы даны в форме рассказов, иллюстрирующих различные стратегии и приемы, использованные Сражающимися царствами. Этот прием направлен на понимание общей политической ситуации, а не на описание всей истории периода, отсутствуют погодные записи дат событий, имеющиеся в других древнекитайских источниках, например, в анналах Вёсен и осеней. Истории даются в хронологическом порядке по правлениям, однако по тексту невозможно узнать время по дням или годам, прошедшее в царствование одной правителя между двумя рассказами. Таким образом, Чжаньго цэ представляет собой не летопись, а скорее сборник исторических рассказов.
Книга включает в себя около 120 тысяч слов и делится на 33 главы и 497 разделов. Всего приводится двенадцать стратегий:
| ## | Китайский | Перевод                    | Контекст, идентичный главам из гробницы Мавандуй               |
| -- | --------- | -------------------------- | -------------------------------------------------------------- |
| 01 | 东周策    | Стратегии Восточного Чжоу  | Отсутствует                                                    |
| 02 | 西周策    | Стратегии Западного Чжоу   | Отсутствует                                                    |
| 03 | 秦策      | Стратегии царства Цинь     | Глава 19/Цинь 3:2                                              |
| 04 | 秦策      | Стратегии царства Цинь     | Глава 19/Цинь 3:2                                              |
| 05 | 秦策      | Стратегии царства Цинь     | Глава 19/Цинь 3:2                                              |
| 06 | 秦策      | Стратегии царства Цинь     | Глава 19/Цинь 3:2                                              |
| 07 | 秦策      | Стратегии царства Цинь     | Глава 19/Цинь 3:2                                              |
| 08 | 齐策      | Стратегии царства Ци       | Отсутствует                                                    |
| 09 | 齐策      | Стратегии царства Ци       | Отсутствует                                                    |
| 10 | 齐策      | Стратегии царства Ци       | Отсутствует                                                    |
| 11 | 齐策      | Стратегии царства Ци       | Отсутствует                                                    |
| 12 | 齐策      | Стратегии царства Ци       | Отсутствует                                                    |
| 13 | 齐策      | Стратегии царства Ци       | Отсутствует                                                    |
| 14 | 楚策      | Стратегии царства Чу       | Глава 23/Чу 4:13                                               |
| 15 | 楚策      | Стратегии царства Чу       | Глава 23/Чу 4:13                                               |
| 16 | 楚策      | Стратегии царства Чу       | Глава 23/Чу 4:13                                               |
| 17 | 楚策      | Стратегии царства Чу       | Глава 23/Чу 4:13                                               |
| 18 | 赵策      | Стратегии царства Чжао     | Глава 21/Чжао 1:9 Глава 18/Чжао 4:18                           |
| 19 | 赵策      | Стратегии царства Чжао     | Глава 21/Чжао 1:9 Глава 18/Чжао 4:18                           |
| 20 | 赵策      | Стратегии царства Чжао     | Глава 21/Чжао 1:9 Глава 18/Чжао 4:18                           |
| 21 | 赵策      | Стратегии царства Чжао     | Глава 21/Чжао 1:9 Глава 18/Чжао 4:18                           |
| 22 | 魏策      | Стратегии царства Вэй      | Глава 15/Вэй 3:3 Глава 16/Вэй 3:8                              |
| 23 | 魏策      | Стратегии царства Вэй      | Глава 15/Вэй 3:3 Глава 16/Вэй 3:8                              |
| 24 | 魏策      | Стратегии царства Вэй      | Глава 15/Вэй 3:3 Глава 16/Вэй 3:8                              |
| 25 | 魏策      | Стратегии царства Вэй      | Глава 15/Вэй 3:3 Глава 16/Вэй 3:8                              |
| 26 | 韩策      | Стратегии царства Хань     | Глава 23/Хань 1:16                                             |
| 27 | 韩策      | Стратегии царства Хань     | Глава 23/Хань 1:16                                             |
| 28 | 韩策      | Стратегии царства Хань     | Глава 23/Хань 1:16                                             |
| 29 | 燕策      | Стратегии царства Янь      | Глава 05/Янь 1:5 и Янь 1:12 Глава 20/Янь 1:11 Глава 04/Янь 2:4 |
| 30 | 燕策      | Стратегии царства Янь      | Глава 05/Янь 1:5 и Янь 1:12 Глава 20/Янь 1:11 Глава 04/Янь 2:4 |
| 31 | 燕策      | Стратегии царства Янь      | Глава 05/Янь 1:5 и Янь 1:12 Глава 20/Янь 1:11 Глава 04/Янь 2:4 |
| 32 | 宋、卫策  | Стратегии царств Сун и Вэй | Отсутствует                                                    |
| 33 | 中山策    | Стратегии царства Чжуншань | Отсутствует                                                    |

## Критика
Чжаньго цэ отражает социальные аспекты и схоластические течения периода Сражающихся царств. Вместе с тем это не только блестящий исторический труд, но и отличный исторический роман. Основные события и исторические сведения периода представлены в объективных и ярких описаниях. Подробно изложенные выступления и поступки последователей школы дипломатии выявляют психологические образы и интеллектуальную мощь персонажей. Приведены также многочисленные акты праведности, храбрости и героизма действующих лиц.
Сложное интеллектуальное содержание Чжаньго цэ в целом раскрывает интеллектуальные склонности последователей школы дипломатии и иллюстрирует интеллектуальное богатство и мультикультурные аспекты периода Сражающихся царств.
Чжаньго цэ также является выдающимся литературным достижением и означает новую эру в развитии древней китайской литературы. Помимо других аспектов — описания героев, использования языка и метафор, — книга демонстрирует богатый и ясный литературный язык. Чжаньго цэ оказала значительное влияние на формат более поздней хроники Ши цзи. Многие китайские идиомы также пришли из этой книги, такие как «南辕北辙», «狡兔三窟» и так далее.
Тем не менее, её интеллектуальные аспекты оспаривались, в основном из-за её акцента на достижение славы и/или выгоды, а также из-за конфликта с господствовавшей в Китае конфуцианской идеологией. Книга, очевидно, переоценивает исторический вклад школы дипломатии, снижая тем самым историческое значение книги.
Книга не делает акцента на исторических фактах или вымысле, но, вероятно, является обширным сборником рассказов с небольшим смещением в хронологическом порядке глав и повествования. Начиная с XII века широко обсуждался выдвинутый писателями Чао Гунъу и Гао Сысунем вопрос, следует ли считать книгу историческим документом, и предпринимались попытки классифицировать книгу в другом ключе. Эти споры продолжались до 1936 года, когда учёные, такие как Чжун Фэннянь, доказали, что книга была написана в качестве руководства риторики школы дипломатии и не предназначалась для того, чтобы быть сборником исторических фактов. Тем не менее «Чжаньго цэ» является источником множества важнейших сведений по истории Китая в период «Сражающихся царств».

## Влияние
В современном китайском языке нашла отражение история из главы «Стратегии Западного Чжоу» книги «Чжаньго цэ» про меткого лучника Яна Юцзи (кит. 养由基), жившего в период Вёсен и Осеней, который мог пронзить стрелой ивовый лист с расстояния в сто шагов: в лексике китайского языка существует чэнъюй «со ста шагов пронзить иву» (кит. 百步穿杨), которым в Китае образно отмечают блестящую стрельбу из лука или другого оружия:28:4—6.
В этом языке есть также выражение «в борьбе бекаса и моллюска получает выгоду рыбак» （кит. 鹬蚌相争，渔人得利), образно означающее, что там, где двое отказываются уступить друг другу, пользу извлекает третий. Оно происходит из главы «Вторая часть стратегий царства Янь» (кит. 燕策二) книги «Чжаньго цэ». Там рассказывается, как раскрывшего раковину солнцу моллюска хотел склевать бекас, но раковина закрылась и зажала ему клюв. Никто не хотел уступать, и подошедший рыбак схватил обоих:1671:285—287.